# Eurovision Young Dancers 1987
Der 2. Eurovision Young Dancers fand am 31. Mai 1987 im Schlosstheater Schwetzingen, in Schwetzingen in Deutschland statt. Ausrichter war das Zweite Deutsche Fernsehen, welches erstmals mit der Austragung eines Eurovision-Events beauftragt wurde.
Rose Gad Poulsen und Nikolaj Hübbe konnten am Ende den Wettbewerb für Dänemark gewinnen. Es war das erste Mal, dass Dänemark am Wettbewerb teilnahm und auch das erste Mal, dass ein Tanzpaar den Wettbewerb gewinnen konnte.

## Austragungsort
Als Austragungsort wählte das ZDF das Schlosstheater Schwetzingen in Schwetzingen aus. Es war das erste Mal, dass Deutschland einen EYD austrug. Ebenfalls war es das erste Eurovision-Event, welches vom ZDF organisiert und ausgerichtet wurde.

## Format
Auftreten konnten Tänzer zwischen 16 und 21 Jahren. Es konnten allerdings lediglich Solotänzer oder Paare antreten. Eine professionelle Jury wählte dann die ersten drei Plätze aus. Die Platzierungen der verbleibenden Teilnehmer bleiben unbekannt. Vorsitzender der Jury war der italienische Tänzer Paolo Bortoluzzi. Die weiteren Jurymitglieder waren folgende:
- Frank Andersen
- Oscar Araiz
- Celia Franca
- Mary Hinkson
- Mette Honningen
- Galina Samsova
- Heinz Spoerli
- José de Udaeta

### Moderation
Als Moderatoren fungierte die österreichische Tänzerin und Sängerin Margot Werner.

## Teilnehmer

Länder, die 1987 teilgenommen haben

Insgesamt 14 Länder nahmen am zweiten Eurovision Young Dancers teil, was einen neuen Teilnehmerrekord darstellte. Neben den elf Ländern von 1985, gaben auch vier Länder ihr Debüt 1987. Dänemark, Jugoslawien und Österreich nahmen schließlich erstmals teil. Besonders war das Debüt Kanadas im Wettbewerb. Somit nahm mit dem Fernsehsender CBC erstmals ein assoziiertes EBU-Mitglied an einem Eurovision-Event teil. Dazu war es das erste außereuropäische Land im Wettbewerb. Mit Israel und Marokko zusammen war es das erst dritte Land überhaupt, dass außerhalb Europas lag und an einem Eurovision-Event teilnahm.
Ebenfalls als Besonderheit galt, dass erstmals zwei Länder zusammen an einem Eurovision-Event teilnahmen. So schickten 1987 die Niederlande und Belgien ein Tanzpaar zusammen. Im Wettbewerb selbst traten sie allerdings unter niederländischer Flagge an. Trotzdem wurde im Programmheft erwähnt, dass es ein gemeinsamer Beitrag beider Länder ist.

## Finale
14 Länder traten jeweils gegeneinander an. Im Gegensatz zum ersten Wettbewerb 1985, wurden 1987 die Titel der Tänze sowie deren Choreografen bekanntgegeben. Allerdings sind die Startpositionen aus 1987 unbekannt. Trotzdem wurden lediglich die ersten drei Plätze bekanntgegeben.
| Platz | Land                    | Teilnehmer                       | Tanz Choreografie (C)                                                     |
| ----- | ----------------------- | -------------------------------- | ------------------------------------------------------------------------- |
| 1.    | Dänemark                | Rose Gad Poulsen & Nikolaj Hübbe | La Sylphide (Variation) C: A. Bournonville                                |
| 2.    | Schweiz                 | Frédéric Gafner                  | La Sylphide (Erster Akt) C: A. Bournonville                               |
| 3.    | Deutschland (Gastgeber) | Stefanie Arndt                   | Le Corsaire (Variation) C: M. Petipa                                      |
| –     | Finnland                | Susanna Aaltonen & Tomi Paasonen | Pas de deux Odette/Siegfried von zweiten Akt vom Schwanensee C: L. Ivanov |
| –     | Frankreich              | Marie-Soizic Cabié               | Auroras Variation vom ersten Akt von Sleeping Beauty C: M. Petipa         |
| –     | Italien                 | Giulia Menicucci                 | Giselle (Variation) C: J. Coralli, J. J. Perrot                           |
| –     | Jugoslawien             | Vedrana Ostojic                  | Le Corsaire (Variation) C: M. Petipa                                      |
| –     | Kanada                  | Stephen Legate                   | La Bayadère (Variation) C: M. Petipa, N. Makarova                         |
| –     | Niederlande Belgien     | Marieke Simons & Bart de Block   | Blue Bird Pas de deux von Sleeping Beauty C: M. Petipa                    |
| –     | Norwegen                | Halldis Ólafsdóttir              | Paper Nut C: J. Day                                                       |
| –     | Österreich              | Erika Nowak                      | Die Freundinnen aus Raymonda (Variation) C: M. Petipa, R. Nureyev         |
| –     | Schweden                | Johannes Öhman                   | Franz Variation vom dritten Akt von Coppelia C: K. Damianov               |
| –     | Spanien                 | María Montserrat León            | Le Corsaire (Variation) C: M. Petipa                                      |
| –     | Vereinigtes Königreich  | Paul Liburd                      | Under Summer C: R. Cohan                                                  |

## Übertragung
Folgende Fernsehanstalten waren für die Teilnahme und damit auch für die Übertragung verantwortlich:
| Land                   | Sender   |
| ---------------------- | -------- |
| Belgien                | BRT      |
| Dänemark               | DR       |
| Deutschland            | ZDF      |
| Finnland               | YLE      |
| Frankreich             | France 3 |
| Italien                | RAI      |
| Jugoslawien            | JRT      |
| Kanada                 | CBC      |
| Niederlande            | NTS      |
| Norwegen               | NRK      |
| Österreich             | ORF      |
| Schweden               | SVT      |
| Schweiz                | SRG SSR  |
| Spanien                | RTVE     |
| Vereinigtes Königreich | BBC2     |